# Molgula bleizi
Molgula bleizi is een zakpijpensoort uit de familie van de Molgulidae. De wetenschappelijke naam van de soort is voor het eerst geldig gepubliceerd in 1877 door Lacaze-Duthiers.